# 麻布大学
麻布大学（あざぶだいがく、英語: Azabu University）は、神奈川県相模原市中央区淵野辺1-17-71に本部を置く日本の私立大学。1890年創立、1950年大学設置。大学の略称は麻布大。
学校名は創立当初、現在の東京都港区南麻布にあったことに由来する。麻布中学校・高等学校（学校法人麻布学園）とは無関係である。

## 沿革
- 1890年 東京農林学校（現:東京大学農学部）獣医学科長の與倉東隆が東京市麻布区に東京獣医講習所を創設。
- 1894年 麻布獣医学校に改称。私立として初となる獣医無試験免許校認可。
- 1901年 蹄鉄工科開設。
- 1912年 麻布獣医畜産学校に改称。
- 1920年 財団法人麻布獣医畜産学校設立。
- 1934年 麻布獣医専門学校に改称。
- 1939年 麻布獣医畜産学校ならびに蹄鉄工科廃止。麻布蹄鉄専修学校が設置される。
- 1944年 麻布獣医畜産専門学校に改称。
- 1945年 東京大空襲による戦災を被る。教室を求め、東京都立園芸学校（東京都世田谷区深沢町）、旧:海軍相模工廠跡（神奈川県寒川町）、興亜専門学校（現:亜細亜大学）、旧:陸軍獣医資材廠跡（東京都立川市）等を転々とする。
- 1947年 現在地の神奈川県相模原市（陸軍兵器学校の跡地）に移転。
- 1948年 麻布蹄鉄専修学校廃止。
- 1950年 学制により麻布獣医科大学として開学。法人名を麻布獣医学園に改称。
- 1951年 学校法人麻布獣医学園設立。
- 1952年 麻布獣医畜産専門学校廃止。
- 1957年 獣医学部獣医学専攻科開設。
- 1960年 大学院獣医学研究科獣医学専攻修士課程開設。
- 1961年 麻布獣医学園渕野辺高等学校開校。
- 1962年 大学院獣医学研究科獣医学専攻博士課程開設。
- 1965年 麻布公衆衛生短期大学開学。
- 1976年 家畜環境学科（現: 動物応用科学科）設置。
- 1978年 環境保健学部環境保健学科及び衛生技術学科開設。獣医学部獣医学専攻科廃止。
- 1979年 麻布公衆衛生短期大学廃止。
- 1980年 麻布大学に改称。家畜環境学科を環境畜産学科に改称。
- 1985年 渕野辺高等学校を麻布大学附属渕野辺高等学校に改称。
- 1990年 創立100周年。大学院獣医学研究科獣医学専攻博士課程（4年制）開設。
- 1993年 大学院獣医学研究科動物応用科学専攻修士課程開設。
- 1994年 獣医学部・環境畜産学科を動物応用科学科に改組。大学院環境保健学研究科環境保健科学専攻修士課程開設。
- 1995年 大学院獣医学研究科動物応用科学専攻博士（前期・後期）課程開設。
- 1996年 大学院環境保健学研究科環境保健科学専攻博士（前期・後期）課程開設。
- 1998年 環境保健学部・環境保健学科を健康環境科学科に改称。
- 1999年 獣医学部環境畜産学科廃止。環境保健学部に環境政策学科開設。
- 2003年 大学院環境保健学研究科環境衛生政策専攻修士課程開設。
- 2008年 環境保健学部を生命・環境科学部（臨床検査技術学科、食品生命科学科、環境科学科）に改組。
- 2014年4月 - 麻布大学附属渕野辺高等学校の校名を麻布大学附属高等学校に名称変更
- 2021年4月 - 麻布大学フィールドワークセンターを美郷町 (島根県)に開設。
- 2024年4月 - 国家資格として制定された「愛玩動物看護師」を養成する、獣医保健看護学科を新設

## 教育・研究

### 学部
- 獣医学部
  - 獣医学科
  - 動物応用科学科
  - 獣医保健看護学科
- 生命・環境科学部
  - 臨床検査技術学科
  - 食品生命科学科
  - 環境科学科

### 大学院
- 獣医学研究科
  - 獣医学専攻
  - 動物応用科学専攻
- 環境保健学研究科
  - 環境保健科学専攻

## 出身者
- 浅野洋一郎 - 競走馬調教師
- 伊東利和 - 作家
- 石田武 - 元NHKアナウンサー
- 梅川和実 - 漫画家
- 川嶋舟 - 文仁親王妃紀子の実弟、悠仁親王の叔父、東京農業大学准教授
- 片川優子 - 児童文学作家
- 沓澤亮治 - 元東京都豊島区議会議員、日本改革党代表
- 古賀史生 - 競走馬調教師
- 佐藤友香 - フリーアナウンサー
- 更科源蔵 - 詩人・アイヌ文化研究者
- 高橋朋弘 - 元秋田テレビアナウンサー
- 武宏平 - 競走馬調教師
- 竹岸政則 - プリマハム創業者
- 太宰義人 - 競走馬調教師
- 田澤一二 - 第3代立川町町長、農学博士、獣医師
- 中村均 - 競走馬調教師
- 野﨑まど - 作家
- 長谷部太 - 獣医師、長崎大学熱帯医学研究所 教授
- 福山守 - 元衆議院議員
- 増井光子 - 元恩賜上野動物園、多摩動物公園、よこはま動物園ズーラシア園長
- 松山康久 - 競走馬調教師
- ロズリン・ヘイマン - 獣医師、株式会社サンギ 代表取締役社長
- 和田静郎 - 美容研究家

## 関連組織
- 附属生物科学総合研究所
- 附属動物管理センター
- ヒトと動物の共生科学センター（人獣共通感染症などの研究機関）[1]
- 附属動物病院
- 麻布大学附属高等学校